# Trend FM
A Trend FM (2003-tól 2015-ig Gazdasági Rádió) magyar rádióállomás Budapesten fogható a 94,2 MHz-es frekvencián.

## Története
2003-ban alapították Gazdasági Rádió néven a 105,9 MHz-en, akkoriban fő profilja a gazdasági műsorok volt, és célja, hogy a pénzügyek, illetve a  gazdaság iránt érdeklődők ne csak figyeljék, de kötődjenek is hozzá, használják saját üzleti céljaik elérésérei. 2005 végéig Simkó János töltötte be a főszerkesztői szerepet. 2006 januárjától új főszerkesztő-helyettese Komáromi Balázs.
2015-ben Trend FM-re változtatta a nevét, ezzel párhuzamosan elnyerte a Mária Rádió által használt 94,2-es frekvenciát. Az új névvel és frekvenciával együtt némileg új profil is járt: a "régi-új" adó műsorainak továbbra is fő profilja a gazdaság, azonban a korábbinál több kulturális és sporttematikájú műsort sugároz valamint a korábbiakhoz hasonlóan a Trend FM-en is helyet kap a mainstream vonulattól eltérő, különleges zenei világ. Különösen igaz ez az éjszakai órákban sugárzott Trend Night című válogatásra (este 7-től reggel 6-ig), azonban a korábbiaktól eltérően az új frekvencián, vételminőség-javítás céljából sztereó helyett monó sugárzásra váltott át. 2022-ben meghosszabbították, további 7 évre a Trend FM frekvenciaengedélyét. 
A rádió zenei arculatát erősíti még a péntekenként 11 és 13 óra között hallható Soul műsor.
Leghallgatottabb műsorai közé tartozik a Reggeli Monitor, amelynek állandó műsorvezetője Nagy Károly és Imre Lőrinc, illetve minden nap jelentkezik 16 és 18 óra között a Monitor Délután, Érczfalvi Andrással. A Trend FM, A Nap vendége és a Hétfő egy nő című műsorai 18 és 19 óra között hallgathatóak, ahol a gazdasági élet kiemelt szereplői a vendégek, egy 2 x 20 perces portréműsorban. Mentor című gazdasági reality-je, ahol cégvezetők élő adásban versengenek egymással, szintén a legkedveltebb műsorok közé tartozik. A Trend FM YouTube-csatornája is egyre látogatottabb. 